# ميخائيل فينيسيوس سيلفا دي مورايس
ميخائيل فينيسيوس سيلفا دي مورايس (بالبرتغالية: Michael Vinícius Silva de Morais‏) هو لاعب كرة قدم برازيلي في مركز الهجوم، ولد في 19 أبريل 1993 في São Francisco de Sales ‏ في البرازيل. لعب مع إشتوريل برايا ونادي فلومينينسي ونادي كريسيوما.

## وصلات خارجية
- ميخائيل فينيسيوس سيلفا دي مورايس على موقع رابطة كرة القدم اليابانية للمحترفين (اليابانية)
- ميخائيل فينيسيوس سيلفا دي مورايس على موقع قاعدة بيانات كرة القدم.إي يو (الإنجليزية)
- ميخائيل فينيسيوس سيلفا دي مورايس على موقع Soccerway.com (الإنجليزية)
- ميخائيل فينيسيوس سيلفا دي مورايس على موقع عالم كرة القدم.نت (الإنجليزية)